# Stazione meteorologica di Gualdo Tadino
La stazione meteorologica di Gualdo Tadino è la stazione meteorologica di riferimento per la località di Gualdo Tadino.

## Coordinate geografiche
La stazione meteorologica si trova nell'area climatica dell'Italia Centrale, nell'Umbria, in provincia di Perugia, nel comune di Gualdo Tadino, a 535 metri s.l.m. e alle coordinate geografiche 43°14′N 12°47′E.

## Dati climatologici
In base alla media trentennale di riferimento 1961-1990, la temperatura media del mese più freddo, gennaio, si attesta a +4,6 °C; quella dei mesi più caldi, luglio e agosto, è di +22,3 °C.
| Gualdo Tadino (1961-1990)                            | Mesi | Mesi | Mesi  | Mesi  | Mesi  | Mesi  | Mesi  | Mesi  | Mesi  | Mesi  | Mesi | Mesi | Stagioni | Stagioni | Stagioni | Stagioni | Anno   |
| Gualdo Tadino (1961-1990)                            | Gen  | Feb  | Mar   | Apr   | Mag   | Giu   | Lug   | Ago   | Set   | Ott   | Nov  | Dic  | Inv      | Pri      | Est      | Aut      | Anno   |
| ---------------------------------------------------- | ---- | ---- | ----- | ----- | ----- | ----- | ----- | ----- | ----- | ----- | ---- | ---- | -------- | -------- | -------- | -------- | ------ |
| T. max. media (°C)                                   | 8,0  | 9,2  | 12,0  | 16,4  | 21,0  | 25,3  | 28,5  | 28,8  | 24,6  | 19,0  | 13,2 | 9,9  | 9,0      | 16,5     | 27,5     | 18,9     | 18,0   |
| T. media (°C)                                        | 4,6  | 5,5  | 7,9   | 11,6  | 15,7  | 19,6  | 22,3  | 22,3  | 19,1  | 14,4  | 9,7  | 6,4  | 5,5      | 11,7     | 21,4     | 14,4     | 13,3   |
| T. min. media (°C)                                   | 1,2  | 1,9  | 3,7   | 6,7   | 10,5  | 14,0  | 16,0  | 15,9  | 13,7  | 9,8   | 6,2  | 3,0  | 2,0      | 7,0      | 15,3     | 9,9      | 8,6    |
| Radiazione solare globale media (centesimi di MJ/m²) | 610  | 910  | 1 350 | 1 720 | 2 130 | 2 300 | 2 320 | 1 980 | 1 510 | 1 050 | 670  | 500  | 2 020    | 5 200    | 6 600    | 3 230    | 17 050 |